# Faraoa 'ipo
Le faraoa 'ipo est un pain à base de farine, de noix de coco, de lait de coco, de sucre, cuit dans de l'eau de coco bouillante.
Le mot faraoa désigne le pain confectionné avec de la farine de blé, qui est massivement importé depuis plus d'un siècle en Polynésie française. Le faraoa coco est du pain coco. L’'ipo est du pain bouilli.
Le faraoa 'ipo est le pain de coco des îles Tuamotu. On pétrit de la farine, du sucre, du lait de coco et on fait des boules de cette pâte. On les enveloppe dans des feuilles de bananier avant de les cuire à la vapeur ou au four.
Dans son roman Le Grand Requin mangeur de nuages, l'écrivain et voyageur Bernard Villaret considère que le faraoa 'ipo est indigeste. 